# ATS Bremerhaven
Der ATS Bremerhaven war ein Sportverein aus Bremerhaven. Die erste Fußballmannschaft spielte neun Jahre in der höchsten Bremer Amateurliga.

## Geschichte
Der Verein wurde am 20. Juli 1859 als TV Bremerhaven gegründet und war somit der älteste Turnverein der Stadt. Im Jahre 1897 spaltete sich der TV Jahn Bremerhaven ab, der sich 1919 mit seinem Mutterverein zum ATS Bremerhaven wieder vereinte. Einige Mitglieder wollten beim TV Jahn eine Fußballabteilung einrichten, was vom Vorstand jedoch abgelehnt wurde. Als Konsequenz gründeten die Abgewiesenen am 1. Juni 1899 mit dem FC Bremerhaven den ersten Fußballverein der Stadt. Die Fußballabteilung des ATS blieb bis zum Ende des Zweiten Weltkrieges unbedeutend.
Im Jahre 1945 wurde die Sportgemeinschaft Lehe-Nord gegründet. In dieser Gemeinschaft flossen der ATS, Sparta, der VfB Lehe und der TV Lehe ein. In der Saison 1946/47 spielte die Mannschaft in der erstklassigen Oberliga Niedersachsen-Nord, aus der man als Tabellenletzter wieder abstieg. Bis 1956 hielt sich der ATS im Bremer Oberhaus und wurde prompt in die Bezirksliga durchgereicht. Nach zwei einjährigen Gastspielen in den Spielzeiten 1962/63 und 1964/65 erreichte die Mannschaft zwischen 1967 und 1969 noch einmal die Verbandsliga. Am 14. Februar 1972 fusionierte ATS Bremerhaven mit dem Polizei-SV Bremerhaven zum OSC Bremerhaven.